# James Danielli
James Frederic Danielli (1911 – 1984) è stato un biologo inglese.
È noto soprattutto per le ricerche sulla struttura e sulla permeabilità delle membrane cellulari, di cui ha concepito un modello fisico-chimico in collaborazione del fisiologo Hugh Davson. Tale modello è anche noto col nome di "modello Danielli-Davson". 

Ha svolto inoltre studi sulla chimica degli enzimi e delle proteine e tentato la ricostruzione artificiale della cellula.